# Beniamin
Beniamin – imię męskie pochodzenia biblijnego, oznaczające dosłownie „syn południa” lub „syn prawicy” (w języku hebrajskim północ jest utożsamiana z lewą, a południe z prawą stroną). Beniamin imieniny obchodzi 31 marca i 19 grudnia.
Wśród imion nadawanych nowo narodzonym dzieciom w Polsce, Beniamin w 2017 roku zajmował 123. miejsce wśród imion męskich.

## Beniamin wBiblii
W Rdz 35,18 noszący to imię są nazywani synami dobrej fortuny, ponieważ prawa strona była uważana w starożytnym Izraelu za szczęśliwą.
Imię Beniamin jest synonimem słowa „najmłodszy”, ponieważ biblijny Beniamin był ostatnim dzieckiem Jakuba.
Żona Jakuba, Rachela, urodziła Beniamina, swego drugiego syna, w drodze z Betel do Efraty. Miała ciężki poród, podczas którego zmarła. Przed śmiercią nazwała chłopca Ben-Oni, co znaczy syn mojej żałoby, ale jej mąż zmienił mu imię na Beniamin, syn prawicy.

## Znaczenie imienia
Imię to jest synonimem określeń „najmłodszy” i „ostatni”, a w terminologii sportowej słowo „beniaminek” jest określeniem klubu, który w danym sezonie gra w lidze jako ten, który awansował z ligi niższej. 

## Imię Beniamin w innych językach
- angielski – Benjamin
- niemiecki – Benjamin
- rosyjski – Вениамин[3]
- turecki – Bünyamin
- węgierski – Benjámin
- włoski – Beniamino.

## Znane osoby noszące imię Beniamin
- Beniamin – postać biblijna z Księgi Rodzaju
- Beniamin – (? – po 1296) wojewoda poznański
- Benjamin Affleck – amerykański aktor
- Benny Andersson (Göran Bror „Benny” Andersson} – szwedzki kompozytor, multiinstrumentalista i aranżer, członek grupy ABBA
- Benjamin Thomas Barnes – angielski aktor teatralny, filmowy i telewizyjny
- Benjamin Bilse – niemiecki dyrygent i kompozytor
- Benjamin Franklin – drukarz, uczony, filozof, wolnomularz i polityk amerykański
- Benny Goodman – amerykański muzyk jazzowy, zwany „królem swingu”
- Benny Hill (właśc. Alfred Hawthorne Hill) – brytyjski komik, aktor komediowy
- Benjamin Ingrosso – szwedzki piosenkarz
- Ben Johnson – sprinter kanadyjski pochodzenia jamajskiego
- Jakub Beniamin Kacenelson – żydowski pedagog i literat
- Wieniamin Kawierin – pisarz radziecki
- Ben Kingsley – brytyjski aktor
- Bogumił i Beniamin Krusche – twórcy największej fabryki włókienniczej w Pabianicach
- Wieniamin Mandrykin – piłkarz rosyjski grający na pozycji bramkarza
- Benjamin Mottelson – fizyk duński pochodzenia amerykańskiego, laureat Nagrody Nobla z dziedziny fizyki
- Beniamin Tytus Muszyński – polski pisarz, autor wielu gier książkowych (paragrafowych)
- Binjamin Netanjahu – izraelski polityk
- Benjamin Pavard – francuski piłkarz
- Benjamín Rojas – argentyński aktor i piosenkarz

## Duchowni o imieniu Beniamin
Rosyjscy biskupi prawosławni
- Beniamin (Basałyga)
- Beniamin (Błagonrawow)
- Beniamin (Bykowski)
- Beniamin (Iwanow)
- Beniamin (Karielin)
- Beniamin (Kiriłłow)
- Beniamin (Kononow)
- Beniamin (Korolow)
- Beniamin (Krasnopiewkow)
- Beniamin (Lichomanow)
- Beniamin (Miłow)
- Beniamin (Muratowski)
- Beniamin (Nowicki)
- Beniamin (Pucek-Hryhorowicz)
- Beniamin (Puszkar)
- Beniamin (Rusalenko)
- Beniamin (Sachnowski)
- Beniamin (Smirnow)
- Beniamin (Tichonicki)
- Beniamin (Woskriesienski)
- Beniamin (Zaricki)

Inni duchowni
- Beniamin (biskup koptyjski) – zwierzchnik Japońskiego Kościoła Prawosławnego
- Beniamin (Costachi) – rumuński (mołdawski) biskup prawosławny
- Beniamin (Goreanu)
- Beniamin (Miżinski) – ukraiński biskup prawosławny
- Beniamin (Pohrebny)
- Beniamin (Peterson) – biskup Kościoła Prawosławnego w Ameryce
- Beniamin (Taušanović) – serbski biskup prawosławny
- Beniamin (Tupieko) – białoruski biskup prawosławny
- Święty Beniamin (zm. 424) – diakon i męczennik, święty Kościoła katolickiego[4], wspomnienie 31 marca
- Beniamin (Kazanski) – metropolita piotrogrodzki w latach 1917 - 1922, święty nowomęczennik prawosławny
- Beniamin (Fiedczenkow) – rosyjski biskup, teolog prawosławny
- Beniamin I[5]. – patriarcha Konstantynopola od 18 stycznia 1936 do 17 lutego 1946,

## Znane osoby noszące nazwisko Beniamin/Benjamin
- Walter Benjamin – filozof i teoretyk kultury

## Postaci fikcyjne noszące imię Beniamin
- Słoń Benjamin
- Ben Cartwright – farmer, kowboj, właściciel rancza Ponderosa, bohater serialu Bonanza, grany przez Lorne'a Greene'a
- Benjamin „Ben” Kirby Tennyson – Ben 10
- Benjamin J. „Ben” Grimm/Thing – postać z Fantastycznej Czwórki
- Beniamin Peters – creepypasta Ben Drowned
- Ben Thomas – główny bohater z filmu Siedem dusz (Will Smith)

## Postaci fikcyjne, noszące nazwisko Benjamin/Beniamin
- Judy Benjamin – tytułowa bohaterka filmu fabularnego, komedii z 1980 Szeregowiec Benjamin, w której postać wcieliła się Goldie Hawn